# Joachim Samuel Storm
Joachim Samuel Storm (Sturm), född omkring 1660, död 23 augusti 1736 i Stockholm, var en konterfejare och målarmästare.
Han var troligen son till Albert Storm och gift första gången 1690 med Catharina Feldt och andra gången med Maria Johansdotter Jahn. Storm blev bisittare vid Stockholms målarämbete 1702 och efterträdde Nicklas Schultz som ålderman 1717. När han blev änkling 1724 avsade han sig alla befattningar vid ämbetet. Till S:t Olofs kapell i Stockholm skänkte han sex tavlor som beskrev de första sex dagarna av världens skapelse. Vid sidan av arbetet som konterfejare utförde han även tapetmålning.  